# Samuel Dahl
Pour l’article homonyme, voir Dahl.
Samuel Dahl, né le 4 mars 2003 à Västerås en Suède, est un footballeur international suédois qui évolue au poste d'arrière gauche au Benfica Lisbonne.

## Biographie

### En club
Né à Västerås en Suède Samuel Dahl est formé par le Västerås SK. Il joue son premier match en professionnel avec ce club, le 3 novembre 2019 contre l'IK Brage, en championnat. Il entre en jeu et son équipe s'incline par deux buts à un.
Le 30 janvier 2020, Dahl rejoint l'AIK Solna, où il est dans un premier temps intégré à l'équipe de jeunes du club. Avec l'équipe des moins de 17 ans il remporte notamment la coupe de la Ligue de la catégorie en 2020.
Le 27 janvier 2022, Dahl s'engage en faveur de l'Örebro SK.
Samuel Dahl rejoint le Djurgårdens IF le 24 juillet 2023. Il signe un contrat courant jusqu'en décembre 2027.
Il joue son premier match sous ses nouvelles couleurs le 30 juillet 2023, lors d'un match de championnat contre le Mjällby AIF. Il est titularisé et son équipe s'impose par un but à zéro.
Le 28 juillet 2024, Samuel Dahl rejoint l'un des clubs de la capitale italienne, l'AS Rome. 
Le 4 février 2025, l'AS Rome prête Samuel Dahl au Benfica Lisbonne.
Le Benfica Lisbonne lève l’option d’achat de Samuel Dahl. Le 12 juin 2025, ce dernier s'engage officiellement avec le club lisboète jusqu'en 2029. 

### En sélection
Avec les moins de 19 ans, Dahl joue un total de huit matchs entre 2021 et 2022.
Samuel Dahl honore sa première sélection avec l'équipe nationale de Suède le 12 janvier 2024 contre l'Estonie. Il est titularisé et son équipe s'impose par deux buts à un.